# Monaster św. Katarzyny w Twerze
Monaster św. Katarzyny – żeński klasztor prawosławny w Twerze, podlegający eparchii twerskiej.
Monaster został założony dekretem arcybiskupa twerskiego i kaszyńskiego Wiktora (Olejnika) z 15 czerwca 1996. Tym samym placówka filialna monasteru Wniebowstąpienia Pańskiego w Orszy zorganizowana wokół cerkwi św. Katarzyny w Twerze stała się samodzielną żeńską wspólnotą monastyczną. Jej pierwszą przełożoną została mniszka Julianna (Ritoniemi Kirsi). Do 2000 była ona równocześnie przełożoną monasteru w Orszy. W wymienionym roku otrzymała ona godność ihumeni i została zwolniona z obowiązków pełnionych we wspólnocie Wniebowstąpienia Pańskiego.
Kompleks budynków monasterskich składa się z cerkwi św. Katarzyny oraz św. Sergiusza z Radoneża, planowane jest również wzniesienie świątyni pod wezwaniem Ikony Matki Bożej „Władająca”. W 2001 obok cerkwi św. Katarzyny odbudowano jej zniszczoną wcześniej dzwonnicę. Całość zabudowań otacza sad owocowy. Mniszki pracują jako nauczycielki religii w kilku średnich szkołach w Twerze, prowadzą katechizację dla żołnierzy (również przygotowując ich do przyjęcia chrztu) oraz kursy teologiczne.
W 2008 wspólnotę zakonną tworzyło 8 mniszek i posłusznic.